# Louise Nørgaard
Louise Nørgaard (Hjallerup, 23 de abril de 1982) é uma ex-handebolista profissional dinamarquesa, campeã olímpica, atuava como goleira.
Louise Nørgaard fez parte do elenco medalha de ouro, de Atenas 2004.